# Giorgia Consiglio
Giorgia Consiglio (Genova, 22 febbraio 1990) è una nuotatrice italiana.

## Carriera
La sua carriera internazionale comincia nel 2006 quando giunge seconda nei 5 km agli europei giovanili di fondo di Klink, nel lago Müritz in Germania. Nel 2007 giunge quinta nei 5 km agli europei giovanili di fondo all'Idroscalo di Milano.
L'anno successivo, 2008, si classifica al venticinquesimo posto nei 5 km ai Mondiali di Siviglia-Spagna. Sempre nel 2008 giunge ottava nei 5 km agli Europei Giovanili di fondo di Sète in Francia e quindicesima nei 10 km agli europei di Ragusa-Croazia.
Partecipa anche ai mondiali di Roma 2009 nei 5 km dove si classifica al diciassettesimo posto.
Vince la medaglia d'argento ai mondiali di Roberval-Canada nella gara dei 10 km preceduta dalla compagna Martina Grimaldi, per poi ripetersi arrivando seconda anche nella gara dei 5 km, preceduta dalla statunitense Eva Fabian. Anche ai europei di Budapest-Ungheria va sul podio, altro argento nei 10 km.
A livello italiano si è laureata campionessa nei: 1.500 stile libero ai campionati italiani primaverili 2010 di Riccione battendo la campionessa del mondo in carica Alessia Filippi, 5 km agli assoluti Indoor 2010 di San Marino migliorando di 28 secondi il record italiano di Viola Valli che resisteva dal 2001, 5 km assoluti in acque libere 2010 a Trevignano, 10 km assoluti in acque libere 2010 a Bracciano, 25 km assoluti in acque libere 2010 ad Anguillara, 5 km a cronometro assoluti in acque libere 2010 sul lago Trasimeno.

## Palmarès
| Campionati del mondo     | ---                      | 5 km individuale    | 10 km individuale  |
| 2009 Roma Italia         | ---                      | 17ª 57'55"8         | ---                |
| 2011 Shanghai Cina       | ---                      | ---                 | ritirata           |
| Mondiali in acque libere | ---                      | 5 km individuale    | 10 km individuale  |
| 2008 Siviglia Spagna     | ---                      | 25ª 1h 01'38"1      | ---                |
| 2010 Roberval Canada     | ---                      | Argento 1h 02'01"9  | Argento 2h 05'57"4 |
| Campionati europei       | 1500 m st. libero        | 5 km cronometro     | 10 km individuale  |
| 2008 Dubrovnik Croazia   | ---                      | ---                 | 15ª 2h 01'17"8     |
| 2010 Budapest Ungheria   | 12ª in batteria 16'45"13 | squalificata        | Argento 2h 01'07"6 |
| 2012 Piombino Italia     | ---                      | 5ª 1h 02'42"1       | 10ª 2h 12'46"7     |
| Europei giovanili        | ---                      | 5 km individuale    | ---                |
| 2006 Klink Germania      | ---                      | Argento 1h 01'48"63 | ---                |
| 2007 Milano Italia       | ---                      | 5ª 1h 03'07"5       | ---                |
| 2008 Sète Francia        | ---                      | 8ª 1h 05'35"83      | ---                |

### Campionati italiani
7 titoli individuali, così ripartiti:
- 1 nei 1500 m stile libero
- 1 nei 5000 m stile libero
- 1 nei 5 km di fondo
- 1 nei 5 km di fondo a cronometro
- 1 nei 10 km di fondo
- 2 nei 25 km di fondo

| Anno | Edizione    | st.libero 800 m | st.libero 1500 m | st.libero 5000 m |
| ---- | ----------- | --------------- | ---------------- | ---------------- |
| 2010 | Primaverili | 3               | 1                | 1                |

edizioni in acque libere
| Anno | Edizione | fondo 5 km | crono 5 km | fondo 10 km | fondo 25 km |
| ---- | -------- | ---------- | ---------- | ----------- | ----------- |
| 2008 | Fondo    | -          | -          | 3           | -           |
| 2009 | Fondo    | 3          | nd         | 2           | -           |
| 2010 | Fondo    | 1          | 1          | 1           | 1           |
| 2011 | Fondo    | -          | -          | 2           | 1           |